# Jaume Suau Pons
Jaume Suau Pons (1887 - 1964) fou un advocat i polític mallorquí, batle de Palma i diputat a les Corts Espanyoles.
Fou batle de Palma el 1915 (per reial ordre), el 1917 (per elecció consistorial) i el 1930. A les eleccions generals espanyoles de 1936 fou elegit diputat per les Illes Balears pel Partit Republicà de Centre.